# Zinho
Zinho, pseudonimo di Crizam César de Oliveira Filho (Nova Iguaçu, 17 giugno 1967), è un allenatore di calcio, dirigente sportivo ed ex calciatore brasiliano, di ruolo centrocampista. Con la nazionale brasiliana è diventanto campione del mondo  nel 1994.

## Carriera

### Club
Cresciuto nel Flamengo, Zinho debuttò nel 1986, quando ebbe l'opportunità di giocare in un centrocampo composto da Zico, Andrade e Leandro. Alla fine degli anni ottanta Zinho era uno dei pochi rimasti del gruppo che aveva vinto la Copa União 1987; insieme a Júnior guidò il club alla conquista della Copa do Brasil 1990, del Campeonato Carioca 1991 e del Campeonato Brasileiro Série A 1992.
Lasciato il Flamengo nel 1993, dopo sei anni nel club, Zinho giocò nel Palmeiras, e con il nuovo club partecipa alle vittoriose annate del 1993 e del 1994, in una squadra che aveva come punti di forza Roberto Carlos, Edmundo e Edílson.
Dopo il campionato del mondo 1994, Zinho andò a giocare in Giappone ma tre anni più tardi tornò in Brasile, nuovamente al Palmeiras. Con il club di San Paolo del Brasile vinse la Coppa Libertadores 1999. Trasferitosi al Grêmio prima e al Cruzeiro, vincendo la Copa do Brasil 2001, e il campionato brasiliano di calcio, uguagliando il record di campionati vinti detenuto da Andrade.
Nel 2004, a 36 anni, tornò al Flamengo, pensando di chiudervi la carriera. Vinto il Campeonato Carioca 2004, non rinnovò il contratto separandosi dai tifosi in occasione di un 4-1 subito dal Fluminense, nel quale segnò una rete.
Dopo aver lasciato il club di Rio de Janeiro si trasferì al Nova Iguaçu, club della sua città natale. Alla fine del 2005 stava per chiudere la carriera, quando accettò l'offerta del Miami FC di andare a giocare negli Stati Uniti d'America. Dopo una stagione si ritirò dal calcio giocato e iniziò la carriera di allenatore.

### Nazionale
Durante Stati Uniti 1994 Zinho fu titolare nel Brasile di Carlos Alberto Parreira. Nel corso della sua carriera giocò 57 partite in nazionale, segnando 7 reti.

### Allenatore
Dalla fine del 2006 al 2010 è stato allenatore del Miami FC, per poi passare nel 2011 al Nova Iguaçu. Tra il 2015 e il 2017 è stato vice allenatore del Vasco da Gama.

## Statistiche

### Presenze e reti nei club
| Stagione                | Squadra                 | Campionato              | Campionato | Campionato | Coppe nazionali | Coppe nazionali | Coppe nazionali | Coppe continentali | Coppe continentali | Coppe continentali | Altre coppe | Altre coppe | Altre coppe | Totale | Totale |
| Stagione                | Squadra                 | Comp                    | Pres       | Reti       | Comp            | Pres            | Reti            | Comp               | Pres               | Reti               | Comp        | Pres        | Reti        | Pres   | Reti   |
| ----------------------- | ----------------------- | ----------------------- | ---------- | ---------- | --------------- | --------------- | --------------- | ------------------ | ------------------ | ------------------ | ----------- | ----------- | ----------- | ------ | ------ |
| 1986                    | Flamengo                | A1/RJ+A                 | 6+23       | 1+3        | -               | -               | -               | -                  | -                  | -                  | TCE         | 1           | 0           | 30     | 4      |
| 1987                    | Flamengo                | A1/RJ+A                 | 18+19      | 1+2        | -               | -               | -               | -                  |                    | -                  | -           | -           | -           | 37     | 3      |
| 1988                    | Flamengo                | A1/RJ+A                 | 25+25      | 1+4        | -               | -               | -               | SS                 | 4                  | 0                  | -           | -           | -           | 54     | 5      |
| 1989                    | Flamengo                | A1/RJ+A                 | 24+17      | 3+0        | CB              | 8               | 1               | SS                 | 2                  | 0                  | -           | -           | -           | 51     | 0      |
| 1990                    | Flamengo                | A1/RJ+A                 | 19+18      | 1+1        | CB              | 10              | 3               |                    | -                  | -                  | -           | -           | -           | 47     | 5      |
| 1991                    | Flamengo                | A1/RJ+A                 | 25+7       | 4+0        |                 | -               | -               | CL+SS              | 3+4                | 1+1                | CdB+SB      | 9+1         | 2+0         | 49     | 8      |
| gen. -ott.1992          | Flamengo                | A1/RJ+A                 | 9+25       | 2+3        |                 | -               | -               | SS                 | 1                  | 1                  |             | -           | -           | 35     | 5      |
| ott. -dic.1992          | Palmeiras               | A1/SP+A                 | 15+0       | 4+0        | CB              | 4               | 0               | -                  | -                  | -                  |             | -           | -           | 19     | 4      |
| 1993                    | Palmeiras               | A1/SP+A                 | 36+17      | 9+5        | CB              | 5               | 0               | -                  | -                  | -                  | TRS+TJH     | 0+0         | 0+0         | 58     | 14     |
| 1994                    | Palmeiras               | A1/SP+A                 | 27+27      | 5+6        | CB              | 1               | 1               | CL                 | 7                  | 0                  | -           | -           | -           | 62     | 12     |
| 1995                    | Yokohama Flügels        | J1                      | 41         | 13         | CI              | 2               | 1               | -                  | -                  | -                  |             | -           | -           | 43     | 14     |
| 1996                    | Yokohama Flügels        | J1                      | 27         | 5          | CI+JYN          | 2+14            | 1+7             | -                  | -                  | -                  |             | -           | -           | 43     | 13     |
| gen. -giu.1997          | Yokohama Flügels        | J1                      | 15         | 3          | CI+JYN          | 0+6             | 0+1             | -                  | -                  | -                  |             | -           | -           | 21     | 4      |
| Totale Yokohama Flügels | Totale Yokohama Flügels | Totale Yokohama Flügels | 83         | 21         |                 | 4+20            | 2+8             |                    | -                  | -                  |             | -           | -           | 107    | 31     |
| giu. -dic.1997          | Palmeiras               | A1/SP+A                 | 0+23       | 0+6        | CB              | 0               | 0               | -                  | -                  | -                  |             | -           | -           | 23     | 6      |
| 1998                    | Palmeiras               | A1/SP+A                 | 12+21      | 0+1        | CB              | 8               | 3               | CM                 | 11                 | 0                  | TRS         | 4           | 2           | 56     | 6      |
| 1999                    | Palmeiras               | A1/SP+A                 | 10+20      | 0+3        | CB              | 8               | 1               | CL+CM              | 14+12              | 0+1                | TRS+CInt    | 3+1         | 0+0         | 68     | 5      |
| 2000                    | Grêmio                  | PD/RS+A                 | 15+30      | 2+6        | CB              | 3               | 1               |                    | -                  | -                  | CSM         | 6           | 2           | 54     | 11     |
| 2001                    | Grêmio                  | PD/RS+A                 | 15+21      | 6+4        | CB              | 12              | 5               | CM                 | 7                  | 3                  | CSM         | 8           | 3           | 63     | 21     |
| gen. -lug.2002          | Grêmio                  | PD/RS+A                 | 1+0        | 0+0        |                 | -               | -               | CL                 | 11                 | 2                  | CSM+CdC     | 14+3        | 9+0         | 29     | 11     |
| Totale Grêmio           | Totale Grêmio           | Totale Grêmio           | 31+51      | 8+10       |                 | 15              | 6               |                    | 18                 | 5                  |             | 31          | 14          | 146    | 43     |
| lug. -dic.2002          | Palmeiras               | A1/SP+A                 | 0+16       | 0+2        | CB              | 0               | 0               | -                  | -                  | -                  |             | -           | -           | 16     | 2      |
| gen. -mag.2003          | Palmeiras               | A1/SP+B                 | 9+1        | 1+0        | CB              | 4               | 1               | -                  | -                  | -                  |             | -           | -           | 14     | 2      |
| Totale Palmeiras        | Totale Palmeiras        | Totale Palmeiras        | 109+125    | 19+23      |                 | 30              | 6               |                    | 44                 | 1                  |             | 8           | 2           | 316    | 51     |
| mag. -dic.2003          | Cruzeiro                | M1/MG+A                 | 0+31       | 0+3        | CB              | 0               | 0               | CS                 | 1                  | 0                  | -           | -           | -           | 32     | 3      |
| 2004                    | Flamengo                | A1/RJ+A                 | 11+31      | 1+3        | CB              | 7               | 3               | CS                 | 2                  | 0                  |             | -           | -           | 51     | 7      |
| gen. -apr.2005          | Flamengo                | A1/RJ+A                 | 8+0        | 1+0        | CB              | 3               | 0               |                    | -                  | -                  |             | -           | -           | 11     | 1      |
| Totale Flamengo         | Totale Flamengo         | Totale Flamengo         | 145+165    | 15+16      |                 | 28              | 7               |                    | 16                 | 3                  |             | 11          | 2           | 365    | 43     |
| apr. -dic.2005          | Nova Iguaçu             | A2/RJ                   | 2+         | 2+         |                 | -               | -               |                    | -                  | -                  |             | -           | -           | 2+     | 2+     |
| gen. -feb.2006          | Nova Iguaçu             | A1/RJ                   | 2          | 0          |                 | -               | -               |                    | -                  | -                  |             | -           | -           | 2      | 0      |
| Totale Nova Iguaçu      | Totale Nova Iguaçu      | Totale Nova Iguaçu      | 4+         | 2+         |                 | -               | -               |                    | -                  | -                  |             | -           | -           | 4+     | 2+     |
| feb. -dic.2006          | Miami FC                | USL 1st                 | 26         | 3          | OC              | 1               | 0               | -                  | -                  | -                  | -           | -           | -           | 27     | 3      |
| 2007                    | Miami FC                | USL 1st                 | 25         | 5          | OC              | 1               | 1               | -                  | -                  | -                  | -           | -           | -           | 26     | 6      |
| Totale Miami FC         | Totale Miami FC         | Totale Miami FC         | 51         | 8          |                 | 2               | 1               |                    | -                  | -                  |             | -           | -           | 53     | 9      |
| Totale carriera         | Totale carriera         | Totale carriera         | 795+       | 125+       |                 | 99              | 30              |                    | 79                 | 9                  |             | 50          | 18          | 1023+  | 182+   |

## Palmarès

### Giocatore

#### Club

##### Competizioni statali
- Campionato Carioca: 3

Flamengo: 1986, 1991, 2004
- Campionato paulista: 2

Palmeiras: 1993, 1994
- Torneo Rio-San Paolo: 2

Palmeiras: 1993, 1994
- Campionato Gaucho: 1

Grêmio: 2001
- Taça Guanabara: 1

Flamengo: 2004

##### Competizioni nazionali
- Campionato brasiliano: 4

Flamengo: 1992
Palmeiras: 1993, 1994
Cruzeiro: 2003
- Coppa del Brasile: 3

Flamengo: 1990
Palmeiras: 1998
Grêmio: 2001

##### Competizioni internazionali
- Coppa delle Coppe dell'AFC: 1

Yokohama Flügels: 1995
- Supercoppa d'Asia: 1

Yokohama Flügels: 1995
- Coppa Mercosur: 1

Palmeiras: 1998
- Coppa Libertadores: 1

Palmeiras: 1999

#### Nazionale
- Campionato mondiale: 1

Stati Uniti 1994

#### Individuale
- Bola de Prata: 4

1988, 1992, 1994, 1997
- Equipo Ideal de América: 1

1994